# Carlos Humberto Paredes
Carlos Humberto Paredes Monges (* 16. Juli 1976 in Asunción) ist ein ehemaliger paraguayischer Fußballspieler und heutiger -trainer. 
Als Spieler absolvierte er 74 Länderspiele für die paraguayische Nationalmannschaft und nahm an den Fußball-Weltmeisterschaften 1998, 2002 und 2006 teil.

## Spielerlaufbahn

### Vereine
Der Mittelfeldspieler startete seine Karriere in seiner Heimatstadt bei Olimpia Asunción, dem renommiertesten Verein Paraguays, mit dem er von 1995 bis 2000 fünfmal paraguayischer Meister wurde. Insgesamt spielte er dort fünf Spielzeiten, ehe er zur Saison 2000/01 erstmals ins Ausland wechselte, zum mehrfachen portugiesischen Meister FC Porto. In Porto war er während zwei Saisons in der Stammelf und wurde dort 2001 portugiesischer Pokalsieger, bis er zur Saison 2002/03 zu Reggina Calcio in die italienische Serie A wechselte. Dort gehörte er zur Stammformation und überzeugte durch konstant gute Leistungen. Zur Saison 2006/2007 wechselte Paredes wieder in die erste portugiesische Liga zum Hauptstadt-Klub Sporting Lissabon. Dort konnte er sich nicht durchsetzen und kam nur achtmal zum Einsatz. Er kehrte schon nach einer Spielzeit nach Paraguay zurück, wo er erneut bei seinem ersten Verein Olimpia Asunción unterschrieb. Dort spielte er – mit einer Unterbrechung bei Club Rubio Ñu und Sportivo Luqueño – bis zu seinem Karriereende im Jahr 2014 und wurde im Jahr 2011 zum fünften Mal mit dem Verein Meister.

### Nationalmannschaft
Paredes gehörte bei den Weltmeisterschaften 1998, 2002 und 2006 zum Kader Paraguays. 1998 und 2006 stand er jeweils in allen Spielen auf dem Platz. 2002 spielte er zweimal mit und wurde im Gruppenspiel gegen Slowenien in der 22. Minute mit Gelb-Rot vom Platz gestellt. Paraguay gewann trotzdem mit 3:1 und zog wie auch 1998 ins Achtelfinale ein.

### Erfolge
- Portugiesischer Pokalsieger 2001 mit dem FC Porto und 2007 mit Sporting Lissabon
- Paraguayischer Meister 1995, 1997, 1998, 1999, 2000, 2011 (Clausura) mit Olimpia Asunción

## Trainerlaufbahn
Seit dem Ende seiner aktiven Karriere arbeitet Paredes als Trainer. 2015 bis 2016 war er zunächst Co-Trainer bei Olimpia Asunción, wo er kurz zuvor seine Spielerkarriere beendet hatte. 2016 trainierte Paredes die paraguayische U23-Nationalmannschaft. 2017 trainierte er erstmals hauptverantwortlich einen Erstligisten, seinen ehemaligen Verein Club Rubio Ñu.